# Charminus natalensis
Espèce
Synonymes
- Cispius natalensis Lawrence, 1947

Charminus natalensis est une espèce d'araignées aranéomorphes de la famille des Pisauridae.

## Distribution
Cette espèce est endémique du KwaZulu-Natal en Afrique du Sud,.

## Description
La femelle holotype mesure 8,8 mm.

## Étymologie
Son nom d'espèce, composé de natal et du suffixe latin -ensis, « qui vit dans, qui habite », lui a été donné en référence au lieu de sa découverte, le Natal.

## Publication originale
- Lawrence, 1947 : A collection of Arachnida made by Dr. I. Trägårdh in Natal and Zululand (1904-1905). Göteborgs Konglige Veternskaps- och Vitterhets-Samhälles Handlingar, sér. B, vol. 5, no 9, p. 1-41.